# Life Is Peachy
Life Is Peachy este al doilea album de studio al trupei americane de nu metal Korn. A fost lansat pe 15 octombrie 1996 atât prin Immortal Records, cât și prin Epic Records. După lansarea albumului de debut al lui Korn din 1994, trupa i-a cerut lui Ross Robinson să producă și s-a întors la Indigo Ranch pentru a înregistra. Life Is Peachy are paisprezece piese, excluzând piesa ascunsă după „Kill You”. Korn a lansat trei single-uri din Life Is Peachy: „No Place to Hide”, „A.D.I.D.A.S.” și „Good God”. Toate cele trei single-uri au intrat în UK Singles Chart. 
Life Is Peachy a fost certificat de aur pe 8 ianuarie 1997 și platină pe 9 decembrie. După succesul albumului de debut al lui Korn din 1994, Life Is Peachy a fost certificat dublu platină în Statele Unite și 6,5 milioane de copii în întreaga lume. Life Is Peachy a debutat și a ajuns pe locul trei în Billboard 200 și a ajuns pe primul loc în Noua Zeelandă. În prima săptămână de la lansare, albumul s-a vândut în 106.000 de copii. Recepția critică a albumului a fost în principal mixtă, dar compoziția și calitatea sunetului albumului au fost lăudate.
Înainte de lansarea lui Life Is Peachy, Korn a făcut turnee cu multe trupe. Inițial, Korn s-a alăturat turneului Sick of It All. În urma turneului Sick of It All, Korn s-a alăturat turneului Danzig 4. Korn a mai făcut turnee cu Megadeth, Fear Factory și Flotsam and Jetsam. După lansarea lui Life Is Peachy, Korn a făcut turnee solo.

## Scriere și înregistrare
Jonathan Davis a spus despre scrierea albumului „Imediat după ce am terminat turneul cu Ozzy Osbourne, Ross [Robinson] s-a conectat cu noi. Am intrat într-un studio de repetiții și am început să scriem. A fost mai rapid și mai ”thrasher”. Noi am reacționat la ”vibe-ul” că a trebuit să ne grăbim și să terminăm acest lucru. Ne-am gândit: „Hai să facem ceva grozav, dar să nu ne ia un an.” James „Munky” Shaffer a elaborat „Unele dintre melodiile și riff-urile din primul disc au zăbovit de ani de zile. Când a venit timpul să scriem Life Is Peachy, ne-am întors în studioul de repetiții și am vrut să luăm elementele care le-au plăcut fanilor și care ne-au plăcut despre Korn și să detaliem unele dintre ele. „Twist” a prins viață. Se cânta acea chitară disonantă. Exista un sentiment și o atitudine mai mult punk rock pe care trupa o avea. Cred că multe din asta au venit din participatul la atâtea turnee, dar și din energia mulțimii. Am vrut să creăm un album foarte furios.”

## Lista melodiilor
| Nr.             | Titlu                                            | Lungime |  |
| 1.              | „Twist”                                          | 0:49    |  |
| 2.              | „Chi”                                            | 3:54    |  |
| 3.              | „Lost”                                           | 2:55    |  |
| 4.              | „Swallow”                                        | 3:38    |  |
| 5.              | „Porno Creep”                                    | 2:01    |  |
| 6.              | „Good God”                                       | 3:20    |  |
| 7.              | „Mr. Rogers”                                     | 5:10    |  |
| 8.              | „K@#¿%!”                                         | 3:02    |  |
| 9.              | „No Place to Hide”                               | 3:31    |  |
| 10.             | „Wicked” (cu Chino Moreno; Ice Cube cover)       | 3:58    |  |
| 11.             | „A.D.I.D.A.S.”                                   | 2:32    |  |
| 12.             | „Lowrider” (War cover)                           | 0:58    |  |
| 13.             | „Ass Itch”                                       | 3:39    |  |
| 14.             | „Kill You" - "Twist A Capella” (melodie ascunsă) | 8:37    |  |
| Lungime totală: | Lungime totală:                                  | 48:14   |  |